# Mogiła wojenna z 1944 r. w Suchej Wólce
Mogiła wojenna z 1944 r. w Suchej Wólce – zabytkowa mogiła położona w lesie około 300 m na północny zachód od miejscowości Sucha Wólka, w gminie Annopol. W mogile zostało pochowanych 2 oficerów Armii Czerwonej, którzy polegli w okolicach Wisły w sierpniu 1944 roku.